# Сент Шапел
Сент Шапел (на френски: Sainte Chapelle, в превод: Свети параклис) е готически параклис, намиращ се на остров Ил дьо ла Сите в сърцето на Париж, Франция.
Построен е по заповед на Луи IX само за 2 години и е осветен през 1248 г. Църквата е замислена като хранилище на реликви – венеца на Исус и част на кръста, на който е разпнат. Тези реликви са били купени от Балдуин Втори за 135 хил. ливри, а за самото построяване на капелата са били изразходвани едва 40 хил. ливри. Пренесени са от Константинопол през 1239 г.
Капелата е прекрасна илюстрация на архитектура в готически стил – огромни 15-метрови витражи (повечето от които са запазени от 13 век), тънки камени стени, усилени с метални скоби и богато украсени скулптури, керамични и живописни декори. След разрушенията, нанесени от пожари и наводнения през 17 век и особено по време на Революцията в края на 18 и началото на 19 век, в края на 19 век е реставриран.